# Walter Nash
Sir Walter Nash (Kidderminster, Inglaterra, 12 de febrero de 1882 - Wellington, 4 de junio de 1968) fue un político neozelandés que ocupó el cargo de Primer ministro de Nueva Zelanda del 12 de diciembre de 1957 al mismo día de 1960.
Emigró a Nueva Zelanda en 1909 y siete años después se afilió al Partido Laborista. Participó en el gobierno de Peter Fraser como ministro de Finanzas y Seguridad Social donde contribuyó a implementar fuertes medidas de protección social. Con el paso a la oposición de los laboristas en 1950, tras la victoria de Sidney Holland, se convirtió en el líder del partido. En 1957 ganó las elecciones y volvió a poner en marcha mediadas de potenciación del estado de bienestar. Sin embargo a partir de su segundo año de gobierno tuvo que hacer frente a una crisis comercial, lo que le llevó a adoptar medidas de austeridad que le hicieron perder las elecciones ante Keith Holyoake.
Como Nash gobernaba con una mayoría parlamentaria de sólo un representante, los whips laboristas impusieron una disciplina estricta para no perder una votación, requiriendo que ningún representante laborista se ausentara a menos de que también estuviera ausente uno del Partido Nacional. Cuando el oficialista Hugh Watt fue hospitalizado inesperadamente mientras el también laborista Ritchie Macdonald y el opositor Gordon Grieve estaban ausentes en Christchurch, Nash autorizó que un avión de la Fuerza Aérea recogiera a Macdonald, pero dejara a Grieve donde estaba, para no perder la mayoría en una votación. Sin embargo, la votación nunca se realizó.